# Bruno De Lille
Bruno De Lille (né à Wevelgem ou à Courtrai, le 2 juillet 1973) est un homme politique belge écologiste du parti Groen. Il fut secrétaire d'État pour le Gouvernement de la Région de Bruxelles-Capitale, membre du Collège de la Vlaamse Gemeenschapscommissie (Commission communautaire flamande) et conseiller communal au sein du conseil communal de la ville de Bruxelles.
De 2009 à 2014, en tant que secrétaire d'État au sein du gouvernement bruxellois, il a eu les compétences de la Mobilité, la Fonction publique, l'Égalité des Chances et la Simplification administrative. En tant que membre du Collège de la Commission communautaire flamande ou COCON (en néerlandais Vlaamse Gemeenschapscommissie ou VGC) il a eu les compétences de la Culture, la Jeunesse, le Sport et la Fonction publique.

## Biographie
De Lille a étudié à Bruxelles et à Anvers. C’est à Anvers qu’il a obtenu une maîtrise en Arts dramatiques. Il est venu habiter Bruxelles en 1998. À ce moment-là, il travaillait pour Radio 2, d’abord en tant que collaborateur de programme pour la Flandre occidentale, plus tard, toujours à Radio 2, mais au niveau national.
De Lille était actif dans quelques associations LGBT (Kast&Co, Basta) et jouait dans des représentations de cabaret dans lesquelles il dénonçait des problèmes sociaux (Enkele reis, halve prijs… naar Cuba/Allé Ali).
Il est devenu membre de Groen (encore Agalev à l’époque) en août 1998. Lors des élections communales du 8 octobre 2000, il a été élu conseiller communal pour la liste d'Agalev-dans la Ville de Bruxelles, devenant l'une des premières personnalités politiques belges ouvertement homosexuelles au moment de son élection Il a immédiatement rejoint le nouveau collège en tant qu'échevin des Affaires flamandes, Égalité des Chances et Solidarité Internationale de la Ville de Bruxelles. Ce mandat allait de janvier 2001 à décembre 2006. En octobre 2006, il a été réélu en tant que conseiller communal à Bruxelles. Cette fois sur la liste du cartel sp.a-Spirit-Groen!
Début février 2009, De Lille était tête de liste pour le Parlement de Bruxelles-Capitale. Il a été élu, avec Annemie Maes, comme membre du parlement pour Groen lors des élections régionales. Son parti l’a nommé nouveau secrétaire d'État après les négociations pour un gouvernement de la Région de Bruxelles-Capitale, où Groen et Ecolo avaient tous deux l’intention de verduriser la ville.
Groen a participé à la majorité bruxelloise (PS-Ecolo-Cdh-Open VLD-CD&V-Groen) et De Lille devenait secrétaire d’État pour la Région de Bruxelles-Capitale et membre du collège pour la Vlaamse Gemeenschapscommissie (Commission communautaire flamande). Au parlement, il a été remplacé par Elke Van den Brandt. Aux élections de 2014, il est réélu, mais Groen ne fait plus partie de la majorité et De Lille redevient simple député.